# 红根草

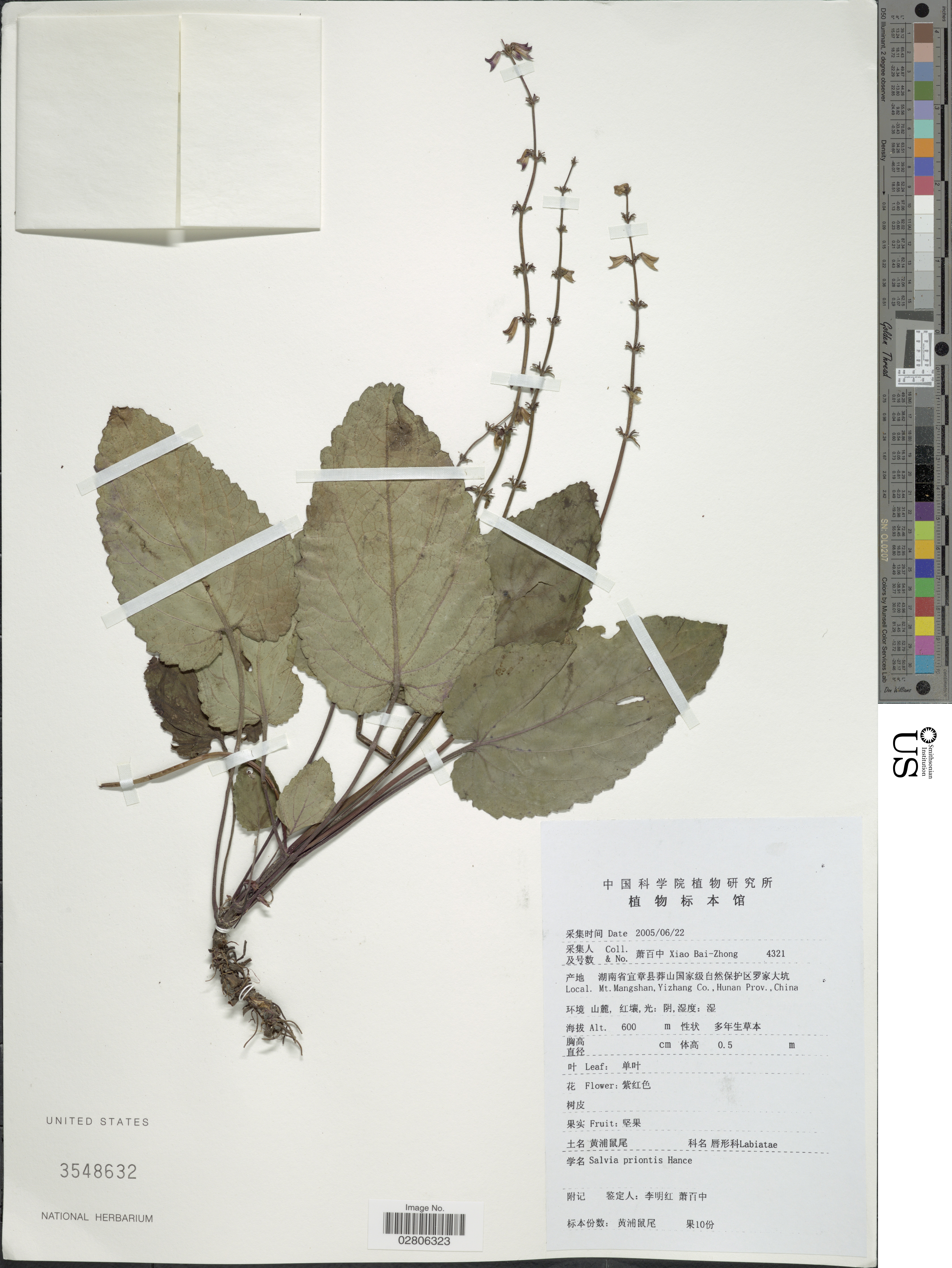

红根草（学名：Salvia prionitis）是唇形科鼠尾草属的植物，为中国的特有植物。分布在中国大陆的江西、浙江、湖南、安徽、广东、广西等地，生长于海拔100米至800米的地区，一般生长在山坡、阳处草丛及路边，目前已由人工引种栽培。

## 别名
红地胆（广西桂林）、红根子（江西吉安）、小丹参（江西莲塘）、黄埔鼠尾（中国植物学杂志、第三卷）